# 三节棍

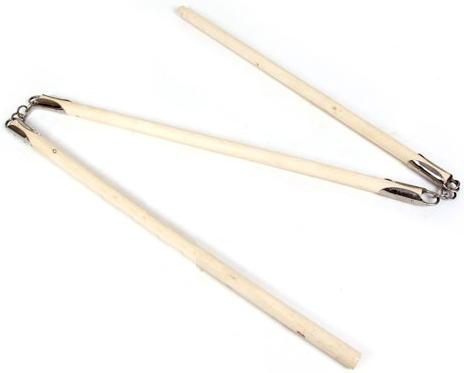

三节棍是一种中国武器，屬軟器械，也称三截棍、三节鞭、盘龙棍。

## 概述
一般由三个长50~60cm，直径4~5cm的木制或铁制的短棍，用金属环或绳连接而成。这种武器是双截棍的一个复杂变种，可以被快速旋转以聚集巨大的能量形成强大的进攻，或者可以利用它们的节来绕过盾牌或其他防御物来袭击对手。
基本棍法有劈、砸、掄、掃、架、戳、格、舞花等。
現代武術比賽中屬於其他器械組的第三類「軟器械類」。

## 流行文化
在一些流行文化作品中，以下角色以三节棍作為武器使用。

### 動漫
- 《BLEACH》：斑目一角
- 《最遊記》：孫悟空
- 《七大罪》：班
- 《咒術迴戰》：伏黑甚爾/夏油杰/禪院真希

### 電子遊戲
- 《真·三國無雙5》（5代SP、Empires）、《真·三國無雙7》：凌統